# Rusudan (principessa)
Rusudan (in georgiano რუსუდანი?, in greco Ρουσουδάν?; fl. XII-XIII secolo) è stata una principessa georgiana, era la figlia minore del re Giorgio III di Georgia e di sua moglie, Burdukhan (Gurandukht). Sua sorella maggiore era la famosa regina Tamara, che succedette al padre al trono della Georgia. Insieme a lei, fu allevata principalmente dalla zia paterna, Rusudan. 
Nata dopo il 1160, Rusudan si sposò, forse nel 1180, con Manuele Comneno (nato nel 1145), il figlio maggiore di Andronico I, che fu imperatore bizantino dal 1183 al 1185. Manuele e Rusudan ebbero due figli, Alessio, nato probabilmente nel 1182, e Davide, nato intorno al 1184.
Quando Andronico fu deposto e ucciso, Manuele fu accecato e forse morì per le ferite riportate. Si dice che Rusudan sia fuggita da Costantinopoli con i suoi figli, rifugiandosi in Georgia.
Mentre gli uomini della Quarta Crociata era accampata fuori Costantinopoli tra il 1203 e il 1204 (e avrebbero poi conquistato la città), Tamara inviò truppe georgiane per aiutare Alessio e Davide a prendere il controllo di Trebisonda nell'aprile del 1204. Insieme alle loro ulteriori conquiste, questo divenne il nuovo Impero di Trebisonda.

## Ascendenza
|                        |   |                    | Genitori |  |  | Nonni |  |  | Bisnonni             |  |  | Trisnonni             |  |
|                        |   |                    |          |  |  |       |  |  | Davide IV di Georgia |  |  | Giorgio II di Georgia |  |
|                        |   |                    |          |  |  |       |  |  | Davide IV di Georgia |  |  | Giorgio II di Georgia |  |
|                        |   | Elene di Georgia   |          |  |  |       |  |  | Davide IV di Georgia |  |  |                       |  |
| Demetrio I di Georgia  |   |                    |          |  |  |       |  |  | Davide IV di Georgia |  |  |                       |  |
|                        |   | Rusudan di Armenia | …        |  |  |       |  |  |                      |  |  |                       |  |
|                        |   | Rusudan di Armenia | …        |  |  |       |  |  |                      |  |  |                       |  |
|                        |   | Rusudan di Armenia | …        |  |  |       |  |  |                      |  |  |                       |  |
| Giorgio III di Georgia |   | Rusudan di Armenia |          |  |  |       |  |  |                      |  |  |                       |  |
|                        |   | …                  | …        |  |  |       |  |  |                      |  |  |                       |  |
|                        |   | …                  | …        |  |  |       |  |  |                      |  |  |                       |  |
|                        |   | …                  | …        |  |  |       |  |  |                      |  |  |                       |  |
| …                      |   | …                  |          |  |  |       |  |  |                      |  |  |                       |  |
|                        |   | …                  | …        |  |  |       |  |  |                      |  |  |                       |  |
|                        |   | …                  | …        |  |  |       |  |  |                      |  |  |                       |  |
|                        |   | …                  | …        |  |  |       |  |  |                      |  |  |                       |  |
| Rusudan                |   | …                  |          |  |  |       |  |  |                      |  |  |                       |  |
|                        | … | …                  |          |  |  |       |  |  |                      |  |  |                       |  |
|                        | … | …                  |          |  |  |       |  |  |                      |  |  |                       |  |
|                        | … | …                  |          |  |  |       |  |  |                      |  |  |                       |  |
| Khuddan d'Alania       | … |                    |          |  |  |       |  |  |                      |  |  |                       |  |
|                        |   | …                  | …        |  |  |       |  |  |                      |  |  |                       |  |
|                        |   | …                  | …        |  |  |       |  |  |                      |  |  |                       |  |
|                        |   | …                  | …        |  |  |       |  |  |                      |  |  |                       |  |
| Burdukhan d'Alania     |   | …                  |          |  |  |       |  |  |                      |  |  |                       |  |
|                        |   | …                  | …        |  |  |       |  |  |                      |  |  |                       |  |
|                        |   | …                  | …        |  |  |       |  |  |                      |  |  |                       |  |
|                        |   | …                  | …        |  |  |       |  |  |                      |  |  |                       |  |
| …                      |   | …                  |          |  |  |       |  |  |                      |  |  |                       |  |
|                        |   | …                  | …        |  |  |       |  |  |                      |  |  |                       |  |
|                        |   | …                  | …        |  |  |       |  |  |                      |  |  |                       |  |
|                        |   | …                  | …        |  |  |       |  |  |                      |  |  |                       |  |
|                        |   | …                  |          |  |  |       |  |  |                      |  |  |                       |  |